# Wiktor Pawłow
Wiktor Pawłow, ros. Павлов Виктор Павлович (ur. 5 października 1940 w Moskwie, zm. 24 sierpnia 2006 tamże) – radziecki aktor, reżyser i scenarzysta. W 1994 roku został uhonorowany tytułem Ludowy Artysta Federacji Rosyjskiej.

## Wybrana filmografia

### Aktor
- 1961: Gdy drzewa były duże
- Operacja „Y”, czyli przypadki Szurika
- Próba wierności
- 1971: Dwanaście krzeseł
- 1994: Mistrz i Małgorzata